# Homo pampeanus

Homo pampeanus (рус. человек пампасов) — согласно гипотезе аргентинского учёного Флорентино Амегино (1854—1911), первый вид человека, зародившийся в Южной Америке и впоследствии заселивший весь земной шар. Он представил эту гипотезу на Первом Международном конгрессе американистов, состоявшемся в Париже в 1879 году. 
Амегино основывал свои выводы на каменных орудиях, костях с признаками человеческого вмешательства, а также доказательствах техногенных пожаров, таких как обожжённые кости и пожароустойчивые глины (которые не могли быть вызваны природными пожарами из-за обязательной для этого высокой температуры), якобы найденные им в отложениях, насчитывающих более 3,5 млн. лет. В размышлениях автора идеи, гипотетические человекообразные обезьяны, приспосабливавшиеся к жизни в пампасах, прошли несколько стадий развития, начиная с самого раннего вида, Tetraprothomus, который эволюционировал в Triprothomus, за которым последовал Diprothomus и, наконец, «человек пампасов» (Homo pampeanus).
Гипотеза не имеет археологических и палеонтологических подтверждений: в Новом Свете не найдено каких-либо ископаемых человекообразных обезьян или архантропов. В конечном итоге было доказано, что все останки, найденные Амегино, принадлежали куда более поздним Homo sapiens, и его теория была отвергнута археологами и палеонтологами того времени.

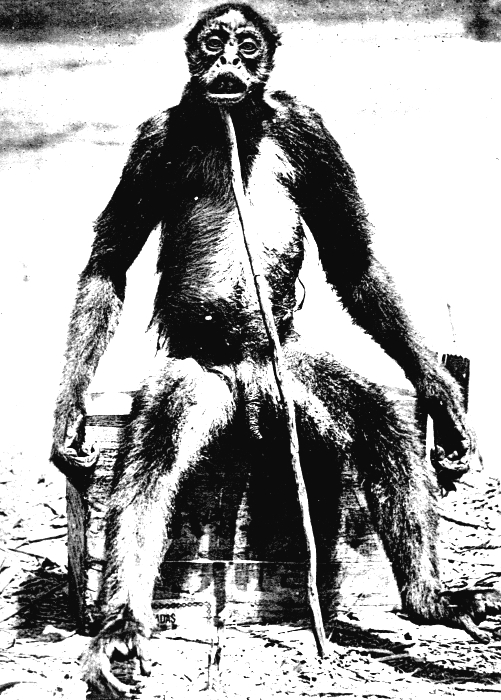
Обезьяна де Луа, снимок 1920 года

Интерес к этой гипотезе ненадолго возродился после того, как швейцарский геолог Франсуа де Луа сообщил о том, что якобы встретил в Колумбии крупных неизвестных обезьян, похожих на антропоидов. Луа утверждал, что застрелил одну из них и даже привёз фотографию трупа. Большинство учёных считает, что на фотографии изображена мёртвая коата (паукообразная обезьяна), сфотографированная в позе и ракурсе, придающих иллюзию человекоподобия. Некоторые из зоологов предполагают, что обезьяна может действительно относиться к неизвестному науке виду, но не является антропоидом.
Появлялись данные о находках в Америке костей древних людей, сходных с неандертальцами или человеком прямоходящим, но эта информация малодостоверна и требует проверки и детального изучения. В любом случае эти находки не доказывают американского происхождения индейцев или человека в целом.